# Phagdru kagyü
A phagdru kagyü (tibeti: ཕག་གྲུ་བཀའ་བརྒྱུད, wylie: phag gru bka' brgyud, vagy röviden:phagdru, kínai: 帕竹噶举, pinjin: pa-csu ka-csu) a tibeti buddhizmusban a kagyü szekta négy legfőbb iskolája közül az egyik. A phagdru kagyü iskolát a 12. században alapította Phagmodrupa Dordzse Gyelpo (tibeti: phag mo gru pa rdo rje rgyal po, kínai: 帕木竹巴•多吉杰布 Pa-mu Csuba Duo-csie Csie-pu, 1110–1170), Gampópa egyik legjelesebb tanítványa. 
Phagmodrupa Dordzse Gyelpo különböző kadam, nyingma és szakja tanításokat tanult, majd Dapu Ladzse tanítványa lett. Mestere halála után ő terjesztette azokat a tanokat. 1158-ban megalapította a phagdru szekta fő kolostorát Phagmudruban és saját tanítványai lettek. Phagmudruban rövidítése a phagdru, amelyről később a szekta a nevét kapta. Phagmodrupa 1170-ben hunyt el és tanítványai közül Drigungpa vette át a kolostor vezetését, ám az intézmény anyagi nehézségei miatt nem tudta folytatni a rábízott feladatot. 1998-ban sikerült kibővítenie a kolostort, amely közben buddhista szövegekkel és egyéb tárgyakkal is gazdagodott. 1208-ban Drigungpa egyik tanítványa, a Lung családhoz tartozó Drakpa Dzsonai lett a kolostor apátja. Ezt követően mindig a Lung család tagjai közül választottak apátot, amelyet úgy is neveztek, hogy Phagdru család. A család a Jüan-dinasztia korában nagy klánná bővült. A 14. században, a Ming-dinasztia elején a phagdru szekta magához ragadta a politikai hatalmat.
A Phagmo Drupa által indított hagyományvonal nem maradt fenn vallási intézményként, viszont nemzetsége fontos szerepet játszott Tibet világi kormányzásában.

## Aliskolái
Phagmodrupa legfőbb tanítványai saját hagyományvonalakat alapítottak, amelyek közül ma már csak három létezik:
- Drikung kagyü
- Taklung kagyü
- Drukpa kagyü

A ma már nem létező vonalak:
- Trophu kagyü
- Marcang kagyü
- Jerpa kagyü
- Jazang kagyü
- Sugszeb kagyü